# Live steam

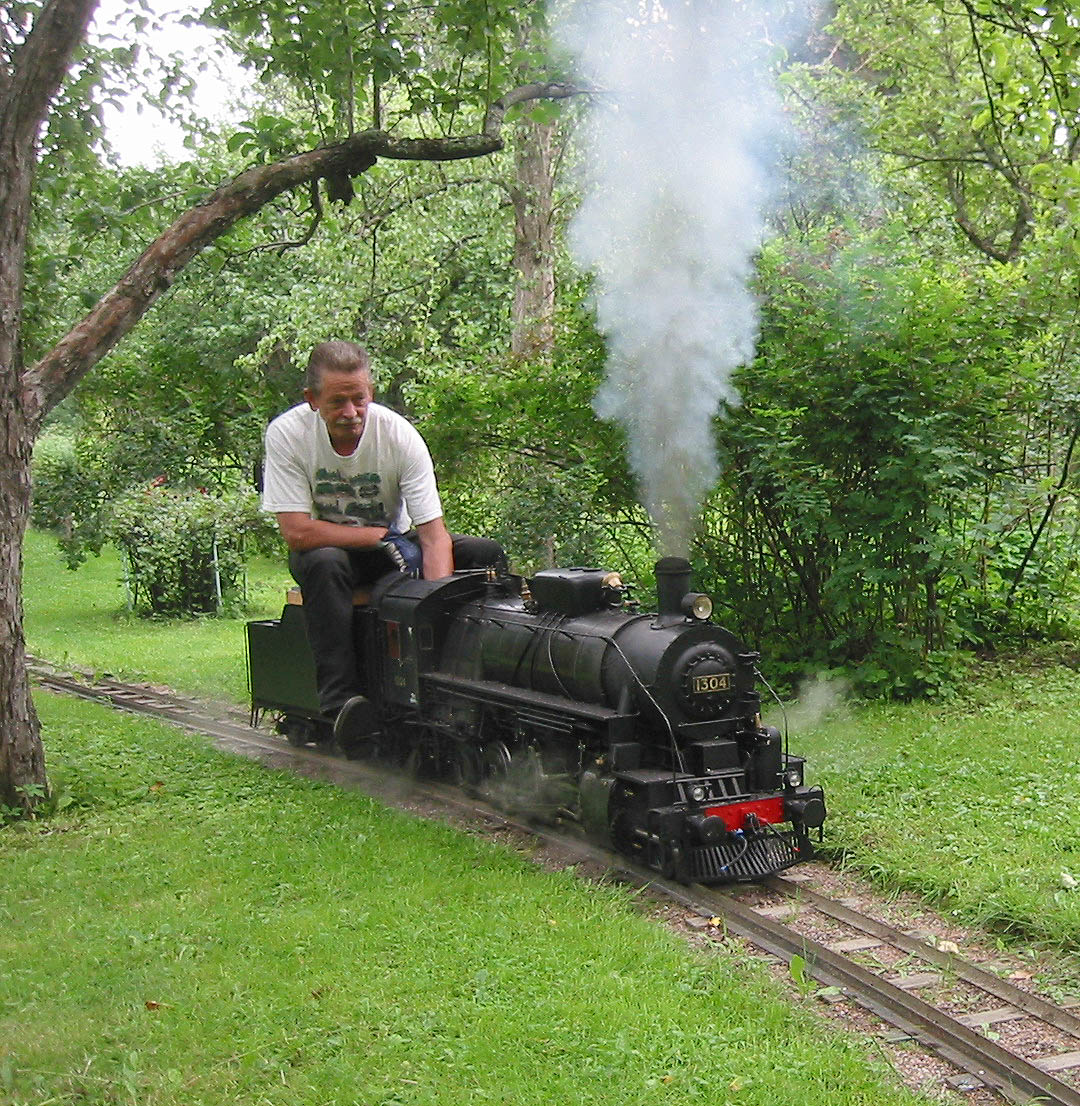
parowóz z oryginalnym kotłem parowym

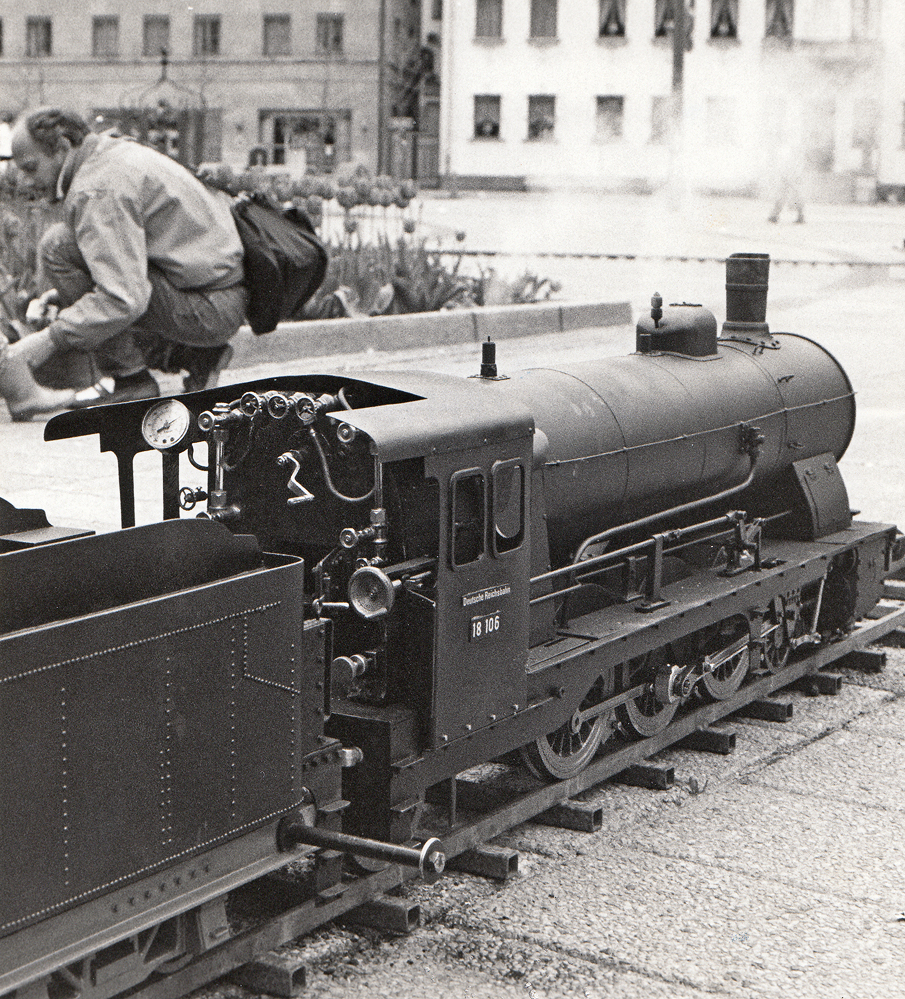
1:8 Live Steam Malmö 1987.

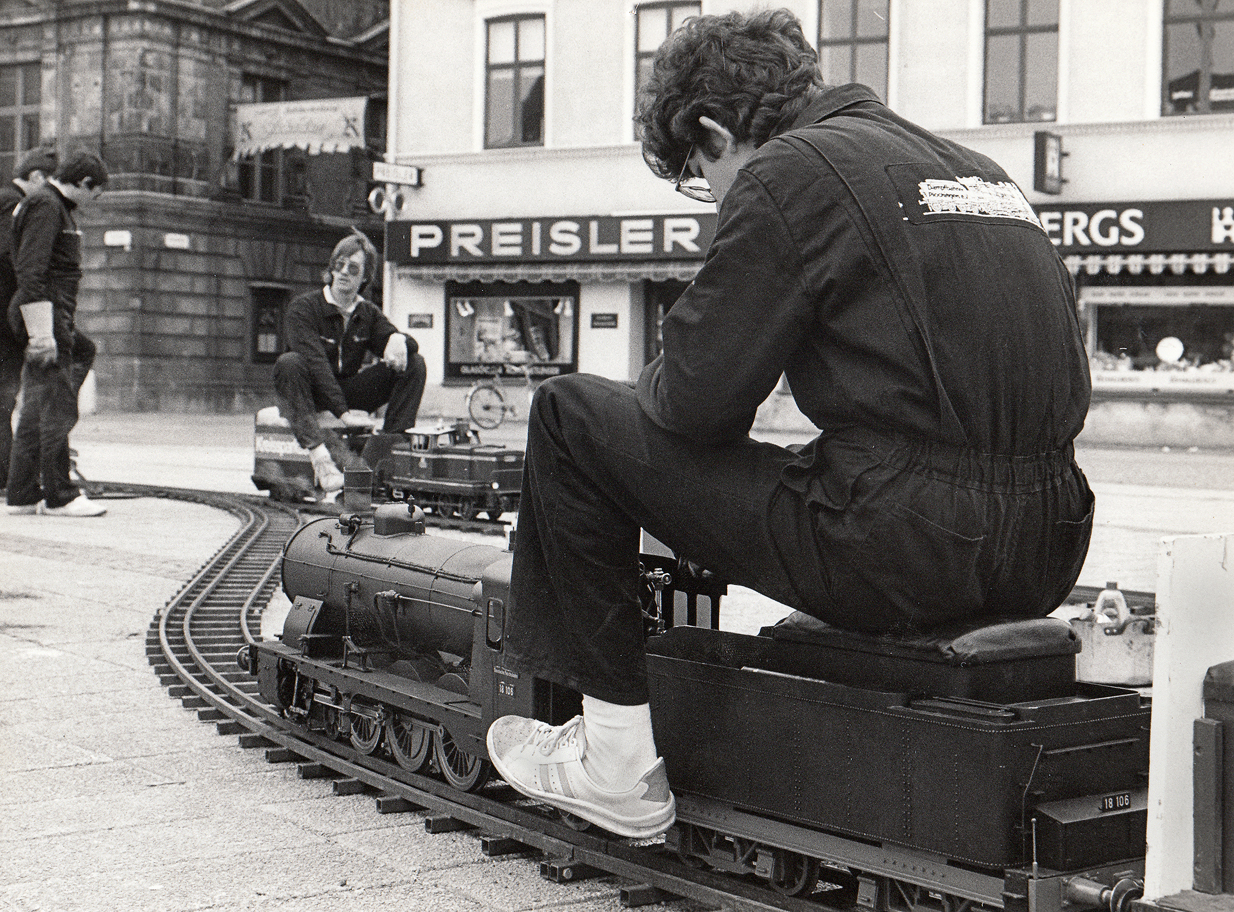
1:8 Live Steam Malmö 1987.

Live steam to model, napędzany za pomocą pary świeżej otrzymywanej z pary wodnej pod ciśnieniem, otrzymuje się przez ogrzewanie wody w kotle. Para wodna służy do obsługi kotłów stacjonarnych lub ruchomych elementów.
Maszyna parowa lub urządzenie jest zasilane przez parę, ale pojęcie to jest zazwyczaj zarezerwowane dla tych maszyn, które są replikami, modelarskimi, zabawkami lub w inny sposób wykorzystywane do skansenu, muzeum, pokazów, lub do celów rekreacyjnych, w celu odróżnienia ich od podobnych urządzeń zasilanych za pomocą energii elektrycznej lub innej metody bardziej wygodnej, ale przeznaczonej do prezentacji jakby były parowe. Dochodowe zabytkowe maszyny parowe, jak normalnotorowe i wąskotorowe parowozy, statki parowe i parowe turbiny nie są zwykle określane jako "live steam".
Określenie live steam zazwyczaj odnosi się do modelu lokomotywy, lub innej maszyny, który jest napędzany przez parę wytwarzanego przez wrzącą wodę i często określane są przez hobbystów modele kolejowe. Lokomotywy są popularne, w 1:04 lub skali 1:03, tak jak model, stacjonarne maszyny parowe, od kieszonkowe do skali 1:2.